# Early One Morning
Early One Morning, Roud 12682, är en engelsk folkvisa som publicerades första gången 1787. En ballad i Bodleianska biblioteket, Oxford med liknande text, daterad mellan 1828 och 1829 har titeln "The Lamenting Maid" (svenska: Den klagande pigan) och berättar hur dennes älskare lämnar henne för att bli sjöman.
Den nu välkända melodin publicerades första gången av William Chappell i publikationen National English Airs, cirka 1855-1859. Melodin kan härledas från en tidigare sång med namnet "The Forsaken Lover" (svenska: Den övergivna älskaren). 

## Text
|  |
|  |

| Early one morning, Just as the sun was rising, I heard a young maid sing, In the valley below. Refräng: Oh, don't deceive me, Oh, never leave me, How could you use A poor maiden so? Remember the vows, That you made to your Mary, Remember the bow'r, Where you vowed to be true, Refräng Oh Gay is the garland, And fresh are the roses, I've culled from the garden, To place upon thy brow. Refräng Thus sang the poor maiden, Her sorrows bewailing, Thus sang the poor maid, In the valley below. Refräng 1. | Early one morning just as the sun was rising, I heard a young maid sing in the valley below. Oh, don't deceive me, Oh, never leave me, How could you use A poor maiden so? Remember the vows that you made to me truly, Remember how tenderly you nestled close to me. Gay is the garland fresh are the roses I've culled from the garden to bind over thee. Here I now wander alone as I wonder Why did you leave me to sigh and complain. I ask of the roses why should I be forsaken, Why must I here in sorrow remain? Through yonder grove by the spring that is running, There you and I have so merrily played, Kissing and courting and gently sporting, Oh, my innocent heart you've betrayed. Soon you will meet with another pretty maiden, Some pretty maiden, you'll court her for a while. Thus ever ranging turning and changing, Always seeking for a girl that is new. Thus sung the maiden, her sorrows bewailing Thus sung the maid in the valley below Oh, don't deceive me, Oh, never leave me, How could you use A poor maiden so? |

## Arrangemang
Folkssången används i ett antal välkända folkssångarrangemang, till exempel av de engelska tonsättarna Benjamin Britten och Gordon Jacob tillsammans med den australiensiska tonsättaren Percy Aldridge Grainger. Dess melodi bildar även de första takterna i Radio 4 UK Theme av Fritz Spiegl som spelades varje morgon på BBC Radio 4 från slutet av 1978 till april 2006.
Melodin användes även av Sir Francis Vivian Dunn som gjorde den som en långsam militärmarsch kallad "The Globe and Laurel", skapad för Band of the Royal Marines 1935. Melodin är ett av huvudtemana i "Nell Gwyn Overture" av Edward German.

## Inspelningar
- Sarah Brightman, på albumet The Trees They Grow So High.
- Eva Cassidy, på albumet Somewhere.
- Hayley Mills och Nancy Olson sjöng sången i Disneyfilmen Pollyanna från 1960.
- Nana Mouskouri på Quand tu chantes.